# Tobiasnætter (film)
Tobiasnætter er en dansk filmlystspil fra 1941, skrevet af Kelvin Lindemann og instrueret af Johan Jacobsen.
Filmens titel er henviser til udtrykket Tobiasnætter, hvor et nygift par afstår fra at fuldbyrde ægteskabet.

## Medvirkende
- Eva Heramb
- Berthe Qvistgaard
- Clara Østø
- Petrine Sonne
- Mathilde Nielsen
- Henrik Bentzon
- Angelo Bruun
- Helge Kjærulff-Schmidt
- William Bewer
- Sigurd Langberg